# Haugsdorf
Haugsdorf è un comune austriaco di 1 571 abitanti nel distretto di Hollabrunn, in Bassa Austria; ha lo status di comune mercato (Marktgemeinde).